# Hospital Queen Elizabeth de Hong Kong
El Hospital Queen Elizabeth de Hong Kong es un hospital ubicado en Kowloon, Hong Kong, República Popular China. El Hospital Queen Elizabeth (en chino: 伊利沙伯医院) es uno de los hospitales generales de distrito más grandes de Hong Kong. Lleva el nombre de la reina Isabel II del Reino Unido. El Hospital Queen Elizabeth es un importante hospital terciario del sur de Kowloon, con más de 1.900 camas. Emplea a más de 500 médicos y cirujanos. El hospital alguna vez fue el más grande de la Mancomunidad de Naciones.

## Descripción
El Hospital Queen Elizabeth fue inaugurado oficialmente el 6 de septiembre de 1963 por el entonces gobernador de Hong Kong, Robert Black. En ese momento, era el hospital general más grande de la Mancomunidad de Naciones británica y su construcción costó 70.300.000 dólares de Hong Kong. El príncipe Felipe, duque de Edimburgo, colocó la primera piedra del hospital el 7 de marzo de 1959.
El hospital es ahora el hospital público más grande de Kowloon. Tiene 1.906 camas y 13 departamentos clínicos, y una plantilla de aproximadamente 6.850 personas.
El hospital atiende a una población efectiva de aproximadamente 900.000 personas y aproximadamente un tercio de todos los pacientes con cáncer en Hong Kong. Es el hospital más grande de Hong Kong a pesar de no ser un hospital universitario. 
El hospital cuenta con un conjunto de servicios que incluyen servicios especializados, de accidentes y emergencias las 24 horas. Las clínicas están ubicadas en tres sitios diferentes para atender al distrito. Se trata de la Clínica de Especialistas del Hospital Queen Elizabeth, la Policlínica Yau Ma Tei y la Clínica 'L' Block. 
El hospital brinda atención de alta intensidad para todas las especialidades clínicas y es un centro de referencia terciario para las principales especialidades. También es un centro de enseñanza para la formación básica y de posgrado de médicos, enfermeras y profesionales afines a la salud. 
A través de su red de agrupaciones, el hospital está estrechamente vinculado con el Hospital Kwong Wah y el United Christian Hospital para servicios de cuidados intensivos, así como con el Hospital Kowloon y el Hospital Budista de Hong Kong para servicios de rehabilitación y cuidados paliativos para convalecientes.  Otros servicios generales y especializados cuentan con el apoyo del Hospital Wong Tai Sin, la clínica East Kowloon y la clínica Pamela Youde. 
Para mejorar la participación de la comunidad, en 1993 se establecieron un programa anual de promoción de la salud y un centro de recursos para pacientes, que brinda apoyo a siete grupos de pacientes de autoayuda. El hospital organizó una campaña de trabajo sanitario para el personal de 28 hoteles del distrito de Yau Tsim Mong y formó programas de asociación con la Asociación de Hoteles de Hong Kong en 1995-1996. 
En 1994-1996, el hospital completó algunos proyectos importantes de expansión de servicios. Incluyeron la provisión de servicios de cirugía torácica y de corazón abierto y un centro médico para adolescentes. 
En 1995-1996 se introdujo un servicio de traumatología multidisciplinario de 24 horas y se introdujeron varias reorganizaciones de servicios centrados en el paciente. El sistema de registros médicos y los sistemas de registros médicos electrónicos también se introdujeron por etapas a partir de 1994. 
El hospital fue pionero en una capacitación de dos años para médicos de familia, en el Hospital Queen Elizabeth, en julio de 1996, para promover la formación de profesionales de atención médica de alta calidad y amplió la iniciativa a un programa más amplio con apoyo corporativo en 1997. Hay un mandato establecido para satisfacer la creciente demanda de servicios, se llevaron a cabo una serie de proyectos de renovación y reconstrucción del hospital, estos incluyeron instalar aire acondicionado en todas las salas del hospital a finales de 1996. Con una donación del Jockey Club de Hong Kong, se remodelaron el instituto de radioterapia y oncología, y el instituto de radiología e imagen médica del hospital. La remodelación del centro de atención ambulatoria, con clínicas especializadas, cirugía ambulatoria, y servicios de rehabilitación incluidos bajo un mismo techo, se completó en 1997. El nuevo bloque de rehabilitación abrió sus puertas en 1999, y en 2000 se inauguró un nuevo centro quirúrgico equipado con 21 quirófanos.

## Especialidades médicas
| - Departamento de Emergencias - Medicina de emergencia - Traumatología - Anestesiología - Quirófano - Neurocirugía - Neurología - Oncología - Cardiología - Gastroenterología - Hepatología - Cirugía torácica - Medicina renal - Urología - Cirugía - Medicina - Pediatría - Neonatología - Obstetricia | - Ginecología - Otorrinolaringología - Medicina deportiva - Oftalmología - Unidad de cuidados intensivos - Cirugía maxilofacial - Odontología - Ortopedia - Enfermería - Atención domiciliaria - Radiología - Imagen médica - Patología - Paramédicos - Servicio de rehabilitación - Servicio de VIH y SIDA - Centro médico para adolescentes |